# Kälkholmen, Luleå kommun
Kälkholmen är en ö i Nederluleå socken i Luleå kommun, nära Hertsölandet, strax öster om Luleå centrum. Ön har en yta om 62 hektar.
Kälkholmen har haft bofast befolkning i några hundra år. Numera finns fyra helårshushåll och 62 fritidshus på ön. Ön saknar broförbindelse och reguljär båttrafik; öborna tar sig till ön med sina privata båtar. Frågan om en cykel- och gångbro som skulle förena Kälkholmen med fastlandet har länge debatteras, men någon sådan har ännu inte uppförts. Ön är dock genom landhöjningen på väg att förenas med fastlandet.